# 1993 XN
1993 XN är en asteroid i huvudbältet som upptäcktes 8 december 1993 av den japanska astronomen Takao Kobayashi vid Ōizumi-observatoriet.
Den tillhör asteroidgruppen Eunomia.